# Бурхино

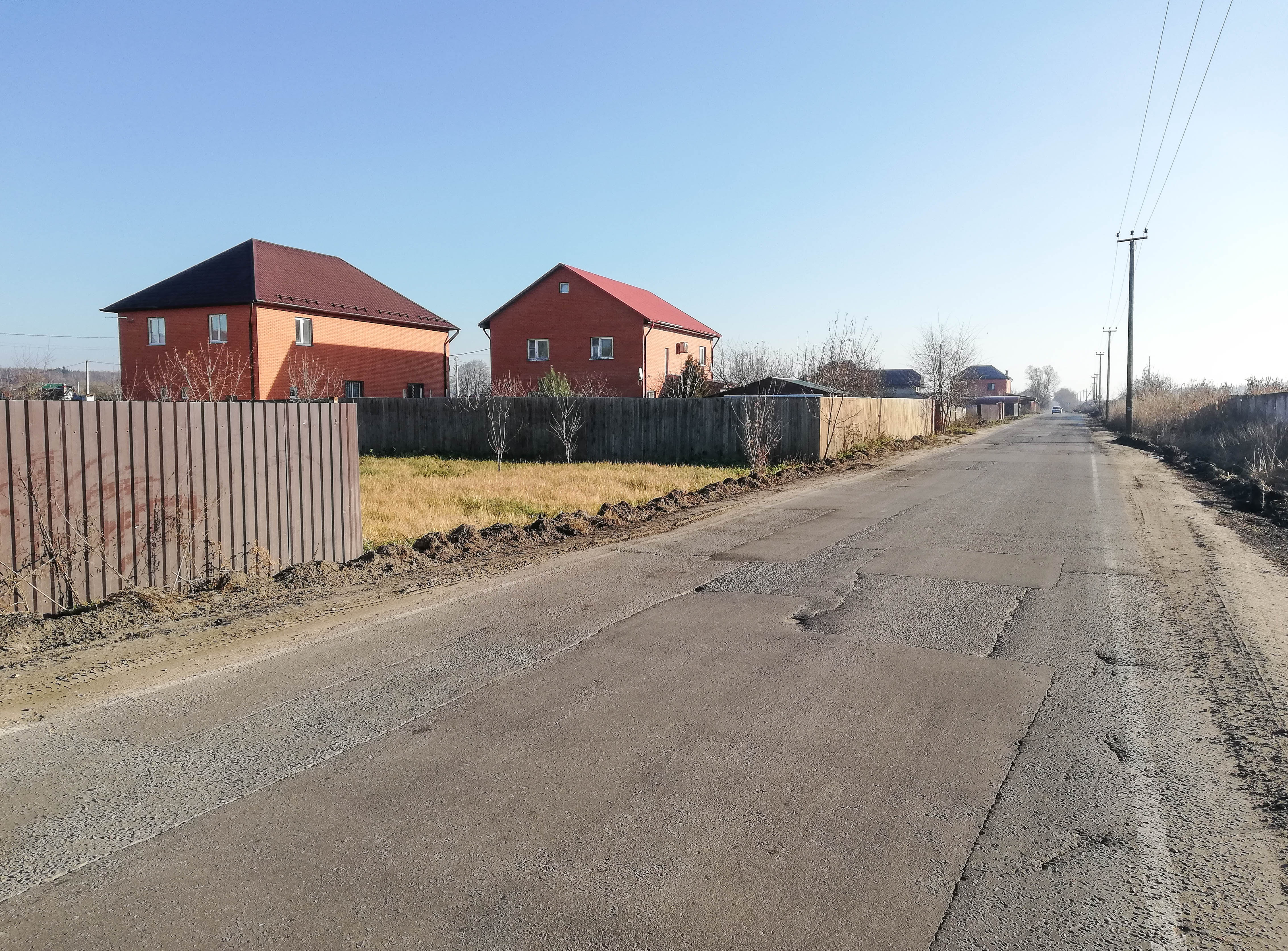
Улица в деревне Бурхино

Бурхино — деревня в городском округе Домодедово Московской области России. Располагается на речке Гнилуше (другое название Малая Северка) ниже по течению деревни Кутузово.
На начало 1995 году в Бурхино проживало 45 жителей и было 19 домов, в 2005 года в деревне было зарегистрировано 35 жителей. Почтового отделения в деревне нет, ближайшее почтовое отделение находится в деревне Житнево. Деревня Бурхино газифицирована.

## История
Бурхино известно с XVII века. Первоначально оно называлось Бурохино и находилось в Бронницком уезде Московской губернии. Затем деревня относилась к Московской области: сначала к Михневскому, а потом к Домодедовскому району (с 2005 года городской округ).
После установления советской власти в деревне Бурхино был образован колхоз «Красный мотор», который до 1949 года был самостоятельным. В 1949 году колхоз «Красный мотор» был присоединён к более крупному колхозу «Путь Ленина».

## Достопримечательности
- Погост Бурхин был последним погостом, который остался нетронутым на территории городского округа Домодедово в XX веке.
- Остатки Ильинской церкви[4].

## Предприятия
Хозяйство племенного завода «Русь».